# Silent love ~open my heart~/BE WITH Ü
〈Silent love ~open my heart~/BE WITH Ü〉는 일본의 가수 쿠라키 마이의 27번째 싱글이다. 이번 작품부터 레이블이 노던 뮤직이 된다.

## 해설
2007년 11월 28일 발매한 27번째 싱글이다. 쿠라키 마이의 양 A면 작품은 〈Can't forget your love/PERFECT CRIME (Single Edit)〉 이래로 약 6년만이며, 또 양 A면의 2곡 모두가 신곡이 되는 것은 〈차가운 바다/Start in my life〉 이래로 약 7년만이다.
〈Silent love(open my heart)〉의 작곡을 맡은 미치야 다이스케, 오노 유이치는 빙 외부의 작곡가이며, 첫 외부 위탁이라는 형태가 되었다.
쿠라키의 싱글로는 초회반과 통상반의 2종류의 형태로 발매되었으며, 초회반(VNCM-6002)에는 2007년 여름에 행해진 팬클럽 이벤트에서 피로된 〈Feel fine! (acoustic live ver.)〉의 모습이 DVD로 수록된다.

## 수록곡
1. Silent love (open my heart) (4:24)
  - 작사: 쿠라키 마이, 작곡 · 편곡: Daisuke "DAIS" Miyachi & Yuichi Ohno

PC용 온라인 RPG 리니지2 이미지 송
2007년 아시아 송 페스티벌에서 피로된 노래이다.
2. BE WITH Ü (4:56)
  - 작사: 쿠라키 마이, 작곡: 토쿠나가 아키히토, 편곡: Cybersound

자켓, 가사 가드의 표기에는 ‘U’의 부분이 ‘Ü’로 되어있다.
2007년 10월 29일에 쿠라키가 ROCK KIDS 802(FM802)에 출연했을 때에 처음으로 방송되었지만, 10월 27일에 행해진 그녀의 모교 리쓰메이칸 대학에서 행해진 캠퍼스 라이브로 첫 피로되고 있었다.
3. Silent love (open my heart) (instrumental)
4. BE WITH Ü (instrumental)

### DVD(초회반만)
Feel fine! (acoustic live ver.)

## 수록 음반
Silent love (open my heart)
- ONE LIFE
- ALL MY BEST

BE WITH Ü
- ONE LIFE
- ALL MY BEST

## 그 외
쿠라키의 공식 사이트 상에서 발매를 알린 당시와 현재로는 다양한 면이 변경이 되고 있다.
- 통상반의 번호가 달려져있는데다가(VNCM-4002), 통상반에 〈Feel fine! (acoustic live ver.)〉가 CD 음원으로 수록되게 되어있다.
- 처음에는 발매일이 2007년 11월 21일로 알려져있었지만, 한 주가 연기되었다. 쿠라키의 작품이 발매일 변경이 되는 것은 처음이 된다. 노던 뮤직 측은 ‘제작상의 사정’이라 하고, 2007년 10월 31일에는 공식 사이트에서 CD 자켓의 디자인 변경이 발표되어있다.